# Oedicephalus striatus
Oedicephalus striatus là một loài tò vò trong họ Ichneumonidae.